# 陈勤建
陈勤建（1948年—），男，上海人，中国民俗学家，华东师范大学教授、博士生导师，曾任中国民俗学会副理事长。